# 内田佐七
4代目 内田 佐七（よんだいめ うちだ さしち、1878年〈明治11年〉7月30日 - 1969年〈昭和44年〉8月8日）は、愛知県知多郡内海（現在の南知多町）出身の実業家。南知多町名誉町民（第1号）。出生名は内田 佐太一（うちだ さだいち）。

## 生涯
1869年（明治2年）には2代目内田佐七によって、内田家の本宅（現在の尾州廻船内海船船主 内田家）が建てられている。1878年（明治11年）7月30日、愛知県知多郡内海字南側39番地にて出生した。父は3代目内田佐七、母はりつ。内田家の長男である。1883年（明治16年）には3代目内田佐七が30歳で早世したため、6歳の幼さで家督を相続し、4代目内田佐七を襲名した。優秀な実業家を多く輩出していた滋賀県商業学校（現在の滋賀県立八幡商業高等学校）を卒業した。
1904年（明治37年）には日露戦争に応召され、主計中尉を務めた。内田佐七は鵜飼源六の娘である鵜飼としと結婚し、1905年（明治38年）には長男の佐太一（父親と同名）が、1908年（明治41年）には長女の千江が、1909年（明治42年）には次男の正之が、1915年（大正4年）には次女の由紀子が、1917年（大正6年）には四男の新五が、1920年（大正9年）には五男の良朗が生まれている。1911年（明治44年）には34歳という若さで知多郡内海町長に就任した。
1917年（大正6年）には静岡県の熱海温泉を訪れて軽便鉄道の便利さを目にし、内海町と武豊町の間に乗合自動車を走らせることを検討した。1918年（大正7年）2月1日には内田佐七ら9人が出資して内海自動車合資会社を創設し、内田佐七が社長に就任した。出資者は内田佐七に加えて、沢井喜助、内藤伝禄、内田七郎兵衛、内藤亀蔵、大岩甚三郎、日比又左衛門、梅原半兵衛、林長蔵の9人である。最初に開設したのは内海町と武豊町を結ぶ乗合バス路線であり、武豊町で国鉄武豊線に乗り継いで名古屋駅などに向かうことができた。内海自動車は同年に知多自動車株式会社に改称しており、1943年（昭和18年）には知多乗合株式会社に改称している。この地域に鉄道路線が通るのは1961年（昭和36年）のことであり、知多半島南部は長らくバス路線を中心とした交通体系だった。知多自動車のほかには、知多銀行頭取、知多郡会議長、敷島製パン取締役、日本郵便逓送株式会社社長などを歴任した。
1956年（昭和31年）には内海町名誉顧問に推挙された。1961年（昭和36年）に内海町・豊浜町・師崎町・篠島村・日間賀島村が合併して南知多町が発足すると、1966年（昭和41年）には南知多町名誉町民（第1号）に推挙された。1969年（昭和44年）8月8日に死去した。92歳歿。